# Södra kyrkogården, Varberg
För andra betydelser, se Södra kyrkogården.

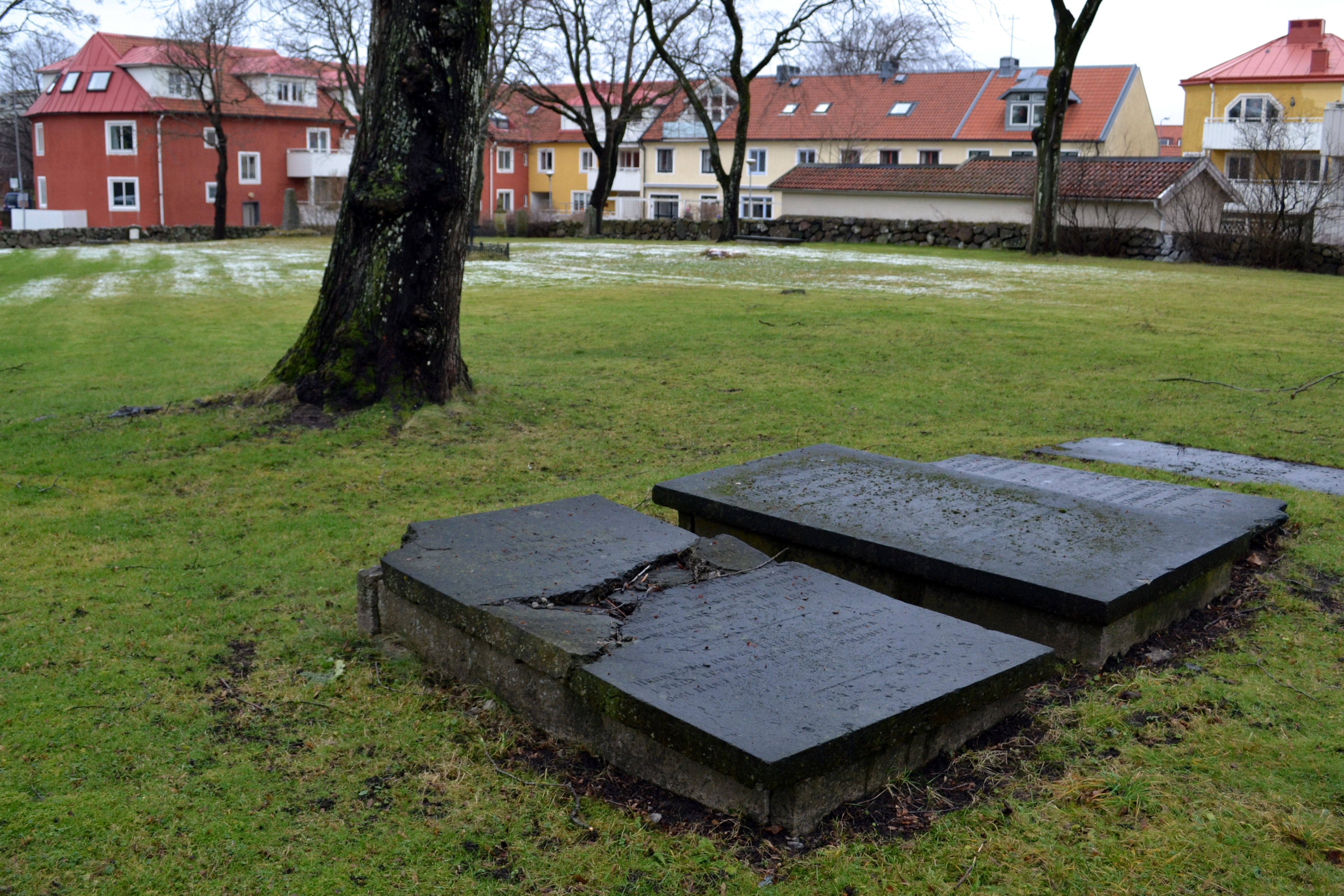
Några av södra kyrkogårdens gravar.

Södra kyrkogården är en gammal, inte längre använd begravningsplats i de södra delarna av Varberg. Den har också kallats S:t Jörgens kyrkogård, ett namn som nu används om den på 1800-talet anlagda Nya kyrkogården öster om stadskärnan.
Kyrkogården anlades på 1600-talet, då Varberg på Platsarna grundades 1613 efter att svenskarna bränt Ny Varberg året innan. På en stadsplanekarta från 1645 finns Södra kyrkogården med. Ytterligare en kyrkogård, ganska liten, fanns vid stadens kyrka, som uppfördes 1615–1617, i nuvarande Societetsparken. De enda resterna av denna kyrka och kyrkogård är ett minneskummel rest i Societetsparken av kyrkans grundstenar, vilket gör Södra kyrkogården till den äldsta bevarade i Varbergs församling.
Varberg på Platsarna brann ner 1666 och staden flyttades till sitt nuvarande läge. Då uppfördes en ny kyrka med begravningsplats vid torget. Södra kyrkogården fortsatte dock att användas även efter att staden flyttats. Den siste att begravas på platsen var bagarmästaren Vilhelm Pehrsson 1892. Södra kyrkogården är fornminne med benämningen ödekyrkogård.
Kyrkogården ligger inom kvarteret Kronofogden, uppkallat efter kronofogden och riddaren Samuel Ringius (död 1875), som bodde i närheten och har fått sin gravplats på Södra kyrkogården.